# Souabe (dialecte)
Cet article concerne le dialecte souabe. Pour la Souabe historique, voir Souabe. Pour l'actuelle région administrative de Bavière, voir Souabe (district).
Le souabe (en allemand : Schwäbisch ) est un dialecte germanique de type allemand supérieur alémanique, parlé dans le sud de l'Allemagne en pays souabe, c'est-à-dire principalement dans la partie du Land de Bade-Wurtemberg qui se trouve au-delà de la Forêt-Noire, ainsi que dans la région souabe de la Bavière.

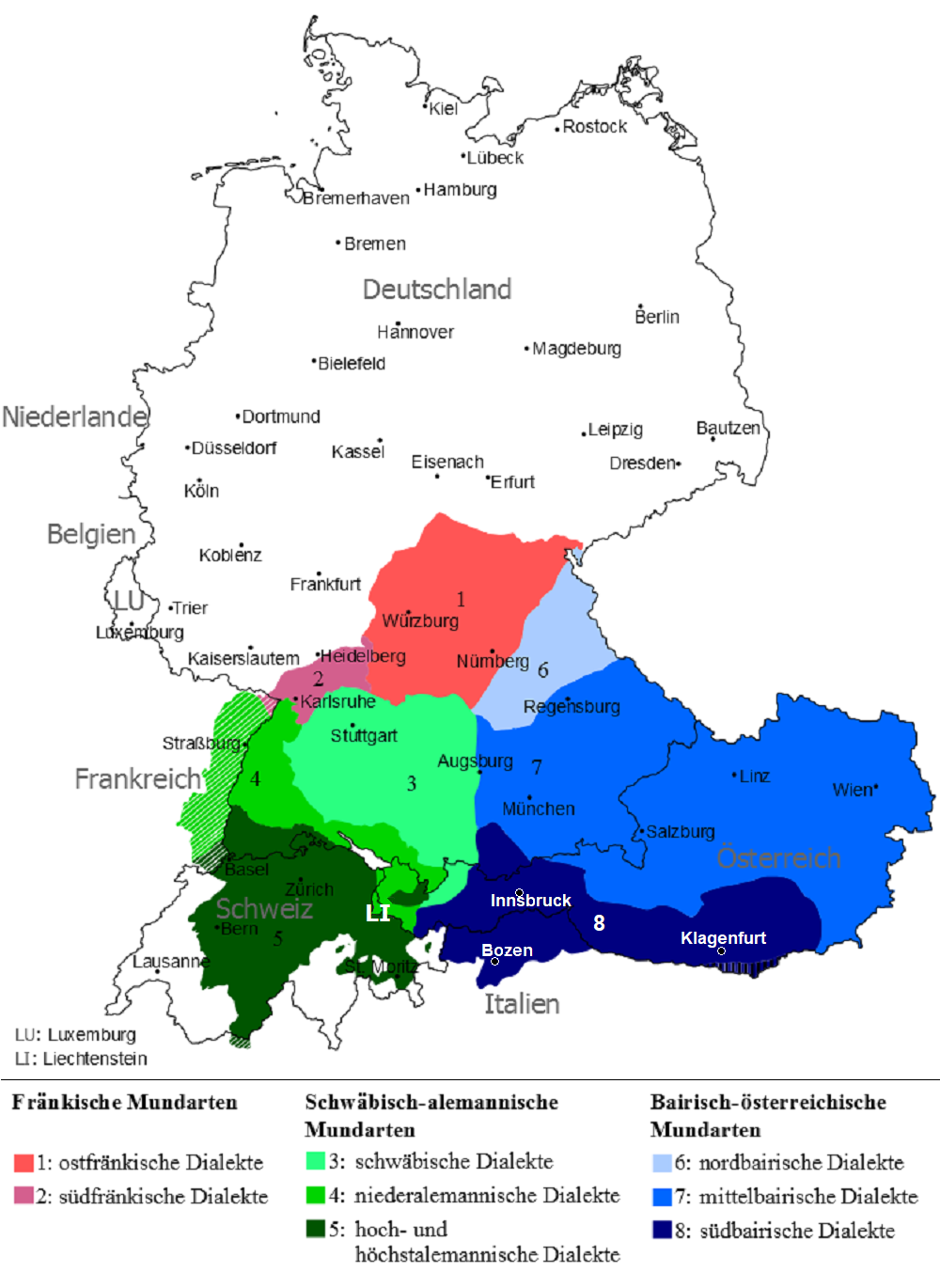
Zone linguistique du souabe (zone no 3).

## Aspect linguistique
La langue est déjà suffisamment éloignée de l'alsacien, pour que les Alsaciens aient pu qualifier de Schwowe (terme à éviter car il est péjoratif), c'est-à-dire de Souabes, l'ensemble des Allemands au-delà de la Forêt-Noire. Dans le pays de Bade, en effet, les Alsaciens de la région strasbourgeoise se sentaient chez leurs cousins, c'est-à-dire encore à peu près chez eux car ils étaient encore en pays alémanique et ils comprenaient la langue sans trop de difficulté ; mais une fois franchie la Forêt-Noire, ils avaient l'impression d'être à l'étranger car l'intercompréhension disparaissait. De même, les Alsaciens dialectophones du Sundgau comprennent facilement les locuteurs dialectaux dans la région bâloise, mais la compréhension s'émousse avec les locuteurs du Sud de la Forêt-Noire et au-delà.[réf. souhaitée]

## Diffusion

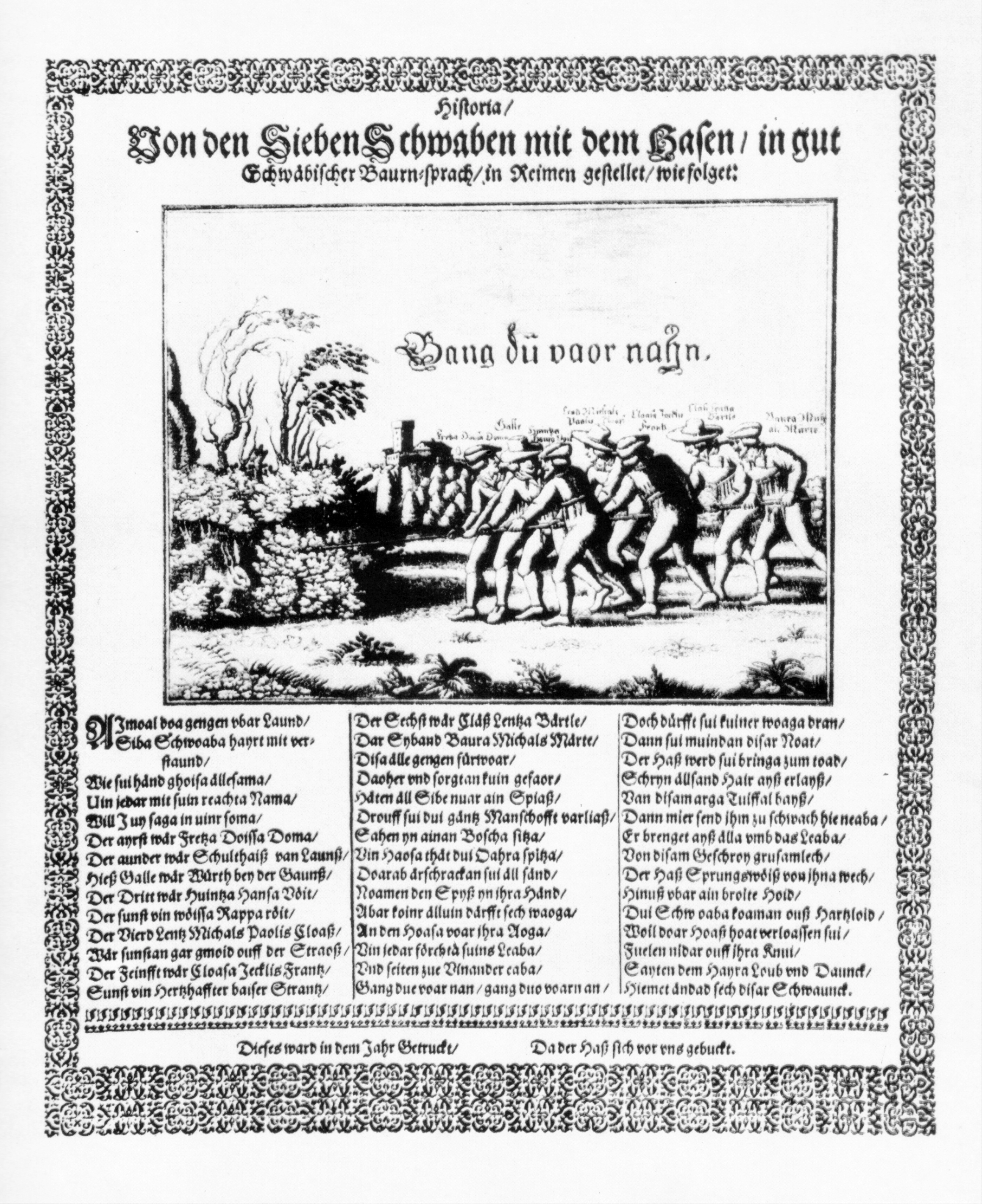
Histoire des Sept Souabes, en dialecte souabe (v. 1640).

Avec l'émigration, le dialecte souabe s'est répandu, notamment dans les colonies allemandes de l'Empire russe (région de la Volga, Caucase, etc.).